# Sanoma
Sanoma este o companie media cu sediul în Helsinki, Finlanda.
Deține operațiuni în 20 de țări și o cifră de afaceri anuală de aproximativ 2,7 miliarde euro.

## Sanoma în România
Grupul Sanoma este prezent și în România, prin subsidiarele Sanoma Hearst România și Sanoma Digital Romania.
În iulie 2010, Sanoma Digital Romania a cumpărat magazinul online MagazinulDeCase.ro, pentru o sumă estimată la 300.000 de euro.